# Tempérament Artisan
Le tempérament Artisan est l'un des quatre tempéraments psychologiques définis par David Keirsey. Correspondant aux types Sensation-Perception (SP) du MBTI, le tempérament Artisan comprend les quatre types suivants : ISTP ou Fabricant, ISFP ou Compositeur, ESFP ou Interprète, et ESTP ou Promoteur.

## Description
Les Artisans sont concrets dans leur façon de communiquer et utilitaristes dans leur façon de poursuivre leurs buts. Leur plus grande qualité réside dans leur capacité d'adaptation tactique. Selon qu'ils sont plutôt orientés Pensée ou Sentiment (T ou F), on peut dénombrer parmi eux deux sous-tempéraments ou deux rôles : ceux de l’Opérateur (ESTP et ISTP) et de l’Animateur (ESFP et ISFP).
Appartenant au tempérament qui éprouve le plus grand besoin de stimulation, les Artisans aiment vivre au jour le jour. Ils peuvent spontanément poursuivre des activités qui sont agréables ou plaisantes. Joueurs dans leur façon de gérer leurs relations avec autrui, ils tendent à être plus permissifs avec leurs enfants que les autres tempéraments, les encourageant ainsi à explorer et à apprécier le monde qui les entoure.
Intérêts : lors de leur éducation, les Artisans sont attirés par l'apprentissage de techniques d'artisanat et par des arts qu'ils pourront ensuite utiliser lors de leur carrière professionnelle. Ils tendent à rechercher des carrières qui impliquent des opérations à mener et l'usage d'outils ou d'équipements, pouvant inclure aussi bien le scalpel que l'avion de chasse.
Orientation : les Artisans aiment vivre dans l'ici et le maintenant. Ils veulent apprécier le moment présent. Souvent, ils perçoivent la vie comme une série de risques ou d'évènements soumis au hasard sans véritable structure d'ensemble ou sens général, ce qui les pousse à être optimistes vis-à-vis du futur et cyniques vis-à-vis du passé.
Image de soi : l'estime de soi des Artisans s'enracine dans leur légèreté et dans la finesse de leur art, leur respect de soi dans leur assurance, et leur confiance en soi dans leur adaptabilité.
Valeurs : les Artisans apprécient l'excitation et sont efficaces lorsqu'ils ne sentent pas le besoin de se reposer. « Ils sont aussi excitables que des enfants et ne semblent jamais devenir plus calmes en grandissant ». À la recherche de choses, d'évènements ou de personnes stimulantes, ils ont confiance en leurs impulsions. Prêts à faire spontanément preuve de générosité, ils veulent avoir un impact sur l'existence d'autrui. Ils aspirent à la virtuosité, prenant un grand plaisir à la pratique renouvelée et à la maîtrise de la technique qui les intéresse.
Rôles sociaux : dans leurs relations amoureuses, les Artisans veulent un partenaire avec qui ils puissent jouer, quelqu'un qui partage leur plaisir et l'excitation qu'ils recherchent. En tant que parents, ils sont des libérateurs qui exposent leurs enfants à un grand nombre d'activités, qui les encouragent à aller au-delà de leurs limites, pour les conduire vers l'indépendance et l'autonomie. Dans les situations sociales et professionnelles, ce sont des négociateurs qui cherchent à tirer parti des opportunités immédiatement présentes.

### Façon d'apprendre
Les Artisans veulent des professeurs qui sachent s'étendre tout en faisant preuve de souplesse et de volontarisme. Ils évitent les formes sédentaires d'apprentissage. Ils tendent également à éviter les lectures qui ne sont pas succinctes, pratiques et utiles. Ce qu'ils apprennent, les Artisans veulent en démontrer la maîtrise par leurs actions.

### Stress
Face à une situation stressante, les Artisans peuvent répondre par le déni, en disant qu'un fait est faux en dépit de l'évidence du contraire. Dans la mesure où ils ressentent le besoin d'avoir un impact et d'être spontanés, ils deviennent stressés lorsque leur aptitude à agir ainsi se trouve restreinte. L'ennui est aussi une source de tension pour les Artisans. Lorsqu'ils sont sous tension, ils peuvent devenir téméraires et rancuniers à l'égard de la source de stress. Donner aux Artisans de nouvelles options, par exemple de nouveaux moyens d'avoir un impact et de nouvelles activités, peut diminuer la tension.

### Traits communs avec les autres tempéraments
Keirsey identifie ici les traits suivants du tempérament Artisan :
- Concrets dans la manière de communiquer (comme les Gardiens)

Les Artisans sont réalistes. Ils veulent faire l'expérience des évènements présents. Ils aiment manipuler des objets concrets, que cela soit dans un but pratique ou artistique.
- Pragmatiques dans la manière de poursuivre leurs buts (comme les Rationnels)

Les Artisans sont fiers d'un comportement sûr de soi et non conventionnel. Ils n'éprouvent guère d'intérêt à suivre une règle s'ils ne voient pas en quoi elle sert un but pratique.